# Kenny Miller
Kenneth „Kenny“ Miller (* 23. Dezember 1979 in Edinburgh) ist ein schottischer Fußballspieler und -trainer.

## Karriere

### Verein
Millers Karriere begann bei Hutchinson Vale BC, einem Verein in Edinburgh, der auch schon Gary Naysmith, Steven Caldwell, Gary Caldwell oder Derek Riordan hervorgebracht hat.
Der Durchbruch gelang Miller, als er 1997 zu Hibernian Edinburgh wechselte. Vier Jahre lang spielte er für die Hibs und war in der Saison 1999/2000 mit 13 Treffern ihr Top-Scorer. Danach wechselte er für 2 Millionen Pfund zu den Glasgow Rangers. 2001 holte ihn der damalige englische Zweitligist Wolverhampton Wanderers zu sich, den er in der Spielzeit 2002/03 mit 19 Ligatoren in die englische Premier League schoss – insgesamt gelangen ihm in der Saison 24 Pflichtspieltreffer. 2004 erzielte der schottische Angreifer schließlich sein erstes Tor in der höchsten englischen Liga, das zum Sieg über Manchester United führte. Die Wanderers stiegen jedoch sofort wieder ab.
Zur Saison 2006/07 wechselte Miller von den Wolverhampton Wanderers zum amtierenden schottischen Meister und großen Rangers-Rivalen Celtic Glasgow. Damit ist Miller erst der dritte Spieler (neben Alfie Conn jr. und Maurice Johnston) seit dem Zweiten Weltkrieg, der sowohl das grün-weiße Celtic-Trikot als auch das blaue der Rangers getragen hat. Seine Rückkehr in die Scottish Premier League wurde sowohl von den Celtic-Fans als auch von den Rangers-Anhängern heiß diskutiert. Mit seiner Mannschaft erreichte er den schottischen Meistertitel und Pokalsieg, außerdem auch noch das Achtelfinale der UEFA Champions League. Im Achtelfinale schieden sie knapp im Rückspiel nach Verlängerung gegen den späteren Champions-League-Sieger AC Mailand aus.
Am letzten Tag der Sommer-Transferperiode 2007 wechselte Miller für 3 Millionen Pfund Ablöse von Celtic zum englischen Premier-League-Aufsteiger Derby County.
Im Juni 2008 entschied sich Miller dann, wieder für die Glasgow Rangers auf Torejagd zu gehen und ist damit erst der zweite Spieler (nach Willie Kivlichan), der von den Rangers zu Celtic Glasgow und wieder zurück zu den Rangers gewechselt ist. Im März 2010 schoss er seine Mannschaft zum Ligapokalgewinn, obwohl sie die letzten 19 Minuten nur noch zu neunt spielten gegen FC St. Mirren.
Im Januar 2011 wechselte Miller für eine Ablösesumme von ca. 470.000 Euro zum amtierenden türkischen Meister Bursaspor, wo er einen Vertrag bis Juni 2013 unterschrieb. Ende Januar 2011 feierte Miller in seinem zweiten Ligaspieleinsatz, diesmal von Beginn an, seine Tor-Premiere für die Grün-Weißen beim 2:0-Sieg gegen Galatasaray.
Da es Miller und seiner Familie nicht gelang in der Türkei heimisch zu werden, bat er schon nach Ablauf der Saison vom Verein freigestellt zu werden. Bursaspor setzte ihn daraufhin auf die Transferliste. Am 26. Juli 2011 wechselte er für etwa £870,000 zum englischen Zweitligisten Cardiff City. Auch sein ehemaliger Verein, die Rangers, gaben ein Gebot ab, unterlagen aber. Im Sommer 2012 wechselte Miller in die Major League Soccer zu den Vancouver Whitecaps.  Am 4. Mai 2014 wurde bekannt, dass Kenny Miller und die Vancouver Whitecaps im beiderseitigen Einverständnis den Vertrag miteinander auflösen, damit Miller mehr Zeit für seine Ehefrau und die Kinder hat. Ab Mitte 2014 bis 2018 stand er wieder bei den Glasgow Rangers unter Vertrag.
Zur Saison 2018/19 übernahm er den Posten des Spielertrainers beim Erstligaaufsteiger FC Livingston. Bereits Mitte August 2018 trennten sich der Verein und Miller wieder, da der Verein sich von Miller wünschte, sich auf das Traineramt zu konzentrieren, was dieser ablehnte. Er wechselte daraufhin als Spieler zum FC Dundee, mit dem er am Ende der Saison 2018/19 abstieg. Im Juni 2019 wurde der Vertrag in Dundee aufgelöst.

### Nationalmannschaft

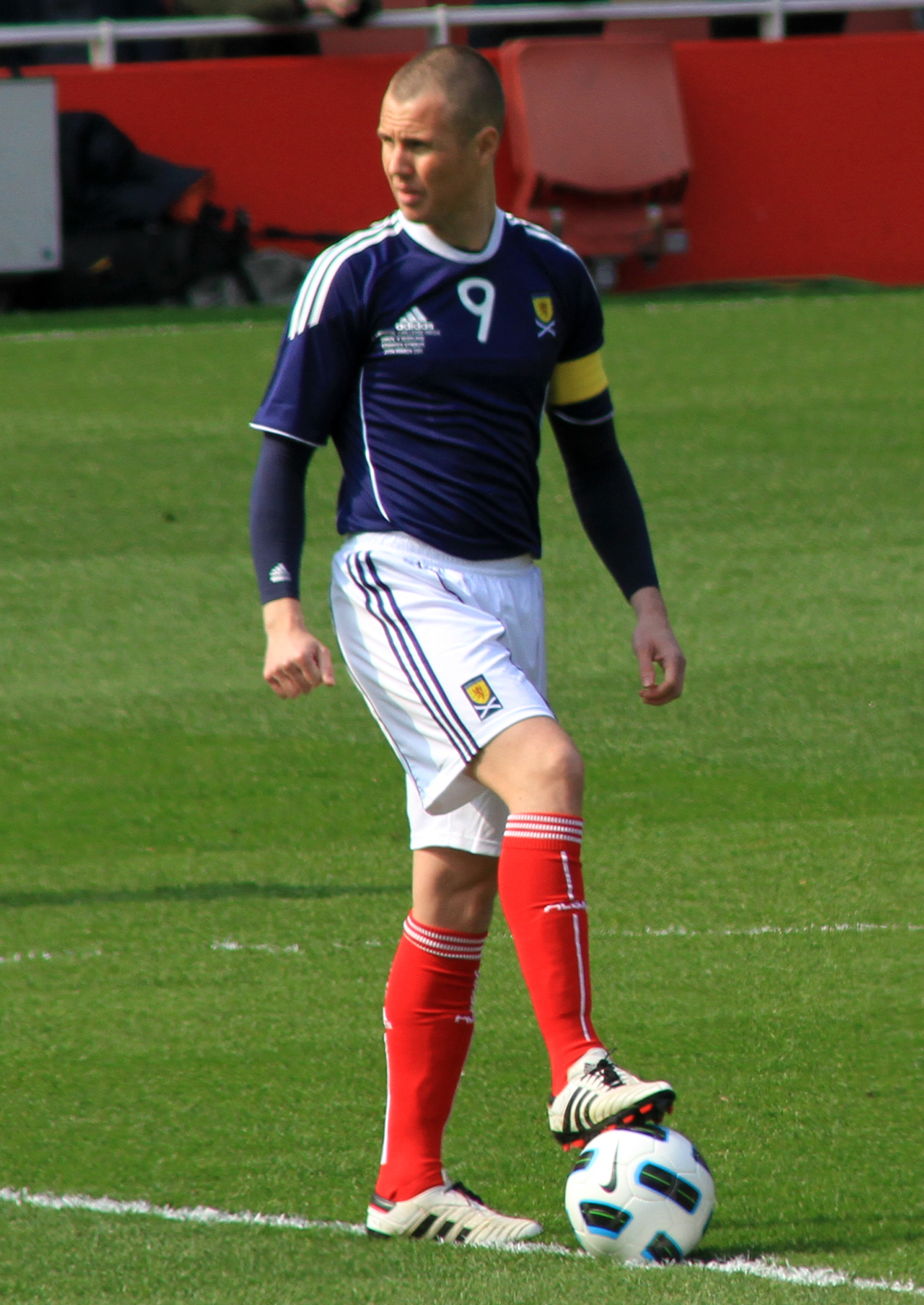
Kenny Miller im Trikot von Schottland

Kenny Miller bestritt mit 21 Jahren sein Länderspieldebüt für die schottische Nationalmannschaft bei einem Freundschaftsspiel am 25. April 2001 gegen Polen. Internationale Beachtung fand er im Juni 2003 in der Nationalmannschaft, für die er in der EM-Qualifikation für die UEFA Euro 2004 beim 1:1 gegen den amtierenden Vize-Weltmeister Deutschland zum Ausgleich traf.
Am 9. Februar 2011 lief Miller zum ersten Mal für die Bravehearts als Mannschaftskapitän auf im Nations Cup gegen Nordirland, außerdem erzielte er ein Tor beim 3:0-Sieg.
Am 23. August 2013 wurde bekannt, dass Miller seine Karriere in der Nationalmannschaft beendet hat.

## Erfolge und Auszeichnungen
- Hibernian Edinburgh (1996–2000)
  - Nachwuchsspieler des Jahres der Scottish Premier League: 1999/2000
- Glasgow Rangers (2000–2001 und 2008–2010)
  - Die meisten Tore in einer Partie in der Scottish Premier League: 5 Tore (4. November 2000 beim 7:1-Sieg gegen FC St. Mirren) Stand: 22. Februar 2016[15]
  - Schottischer Meister (3): 2009, 2010, 2011 1
  - Schottischer Pokalsieger: 2009
  - Schottischer Ligapokalsieger (2): 2010, 2011 1
  - Spieler des Monats der Scottish Premier League (3): April 2010, August 2010, September 2010.
  - Torschützenkönig der Scottish Premier League: 2010/11 1
- Wolverhampton Wanderers (2001–2006)
  - Aufstieg in die Englische Premier League: 2003
- Celtic Glasgow (2006–2007)
  - Schottischer Meister (2): 2007, 2008 2
  - Schottischer Pokalsieger: 2007